# Liste von Kunstwerken im öffentlichen Raum im Märkischen Kreis

Märkischer Kreis

Die Liste von Kunst im öffentlichen Raum im Märkischen Kreis umfasst:
- Kunst im öffentlichen Raum in Altena
- Kunst im öffentlichen Raum in Balve
- Kunst im öffentlichen Raum in Halver
- Kunst im öffentlichen Raum in Hemer
- Kunst im öffentlichen Raum in Herscheid
- Kunst im öffentlichen Raum in Iserlohn
- Kunst im öffentlichen Raum in Kierspe
- Kunst im öffentlichen Raum in Lüdenscheid
- Kunst im öffentlichen Raum in Meinerzhagen
- Kunst im öffentlichen Raum in Menden
- Kunst im öffentlichen Raum in Nachrodt-Wiblingwerde
- Kunst im öffentlichen Raum in Neuenrade
- Kunst im öffentlichen Raum in Plettenberg
- Kunst im öffentlichen Raum in Schalksmühle
- Kunst im öffentlichen Raum in Werdohl